# Velimir Hlebnikov
Velimir Hlebnikov (9. studenoga 1885. – 28. lipnja 1922.) ruski pjesnik i dramatičar, središnja osoba ruskoga futurizma.

## Životopis
Hlebnikov je rođen 1885. u ruskoj Kalmičkoj Republici kao Viktor Vladimirovič, Velimir mu je knjižno ime, nadimak.
Suvremenici na vlasti, potkraj njegova kratkoga života (umro je s 36 godina), nisu ga voljeli, jer nije odgovarao socrealističkim uzusima.

## Djela
Za života su mu na ruskome objavljene četiri knjige:
- Učitelj i učenik (Учитель и ученик), 1912.
- Творения, Moskva, 1914.
- Ladomir, (Ладомир), Harkov, 1920.
- Zangezi, (Зангези), Moskva, 1922.

U prijevodu u bivšoj Jugoslaviji 1964. objavljen je "Kralj vremena".
Hlebnikov je futurist, ali ništa lošiji liričar (129., 1921. godina):
| Девушки, те, что шагают Сапогами черных глаз По цветам моего сердца. Девушки, опустившие копья На озера своих ресниц. Девушки, моющие ноги В озере моих слов. |  | Djevojke, koje koračaju čizmama crnih očiju Po bojama moga srca. Djevojke, spuštena koplja Na jezeru njihove trepavice. Djevojke peru noge U jezeru mojih riječi. |

## Vanjske poveznice
- Prevođenje poezije: Velimir Hlebnikov (Prijevod i interpretacija)  Arhivirana inačica izvorne stranice od 10. ožujka 2021. (Wayback Machine)
- http://hlebnikov.ru/ - na ruskome jeziku